# Volt Malta

Secciones nacionales de Volt Europa. Las fronteras de la Unión Europea se muestran en rojo.

Volt Malta es un partido político de Malta y la rama maltesa de Volt Europa, un partido y movimiento político paneuropeo, euro-federalista y progresista, que aboga por una mayor cooperación europea en toda Europa.

## Historia

### Fundación
Volt Malta se fundó en 2020, aunque se registró como partido el 30 de abril de 2021. Esto lo convierte en el decimosexto representante nacional de Volt Europa registrado como partido.
El partido participó en sus primeras Elecciones generales de 2022.

## Políticas
Como parte de la red europea, Volt Malta sigue un enfoque paneuropeo en muchas áreas políticas como el cambio climático, la migración, la desigualdad económica, los conflictos internacionales y el impacto de la revolución tecnológica en el mercado laboral.
Además, el partido se ha propuesto abordar una amplia gama de cuestiones en Malta, como la corrupción mediante la promoción de una gobernanza transparente y la separación de poderes, o la protección medioambiental y climática, mediante el énfasis en una economía circular.

### Política de inmigración y asilo
Volt aboga por un sistema de asilo europeo y un enfoque humanitario para los refugiados y los inmigrantes económicos. Se promoverán cursos de idiomas y cursos sobre normas culturales y cívicas europeas para refugiados y solicitantes de asilo.

### Política sanitaria y social
Volt está comprometido con los derechos sexuales y reproductivos y pide la despenalización del aborto y la clasificación de todos los anticonceptivos como medicamentos esenciales, lo que lo convierte en el primer partido pro-elección en Malta.El grupo también lo destaca con #IneedMAP!, una iniciativa para mejorar el acceso a la píldora del día después, se mapearon las farmacias que venden la píldora. La fertilización in vitro debería ser legal y realizarse con pruebas genéticas para descartar enfermedades de antemano. En octubre de 2021, la copresidenta Alexia DeBono criticó al estado de Malta. Diciendo que el programa Sex Education de Netflix brinda una mejor educación sexual que el plan de estudios actual. A base de eso, pidió un plan de estudios basado en hechos y una educación sexual libre de doctrina que empodere a los jóvenes a tomar decisiones informadas y descubrirse a sí mismos en un entorno abierto y libre de estigmas. La educación sexual debe garantizarse en las escuelas públicas, privadas y religiosas, independientemente del tipo de escuela. La pobreza menstrual es algo que el partido quiere combatir y aboga por productos menstruales gratuitos en instituciones educativas, centros de salud y hospitales públicos, bancos de alimentos, prisiones, refugios para personas sin hogar y baños públicos, y que los productos menstruales estén cubiertos bajo el régimen del 0 % de IVA. 
Los trabajadores sanitarios recibirán un complemento salarial por el trabajo realizado durante la pandemia.
Volt aboga por la legalización del cannabis y pidió una reforma más progresista que antes. El partido propone un límite de 25 gramos para posesión y uso personal. La adicción debe tratarse como un problema médico, no criminal. Para ello, en lugar de una autoridad sobre el cannabis, como se ha previsto hasta ahora, debería crearse una autoridad sobre drogas recreativas que permita realizar estudios y directrices para diferentes drogas y combatir mejor el mercado negro. El partido llevó sus propuestas al respecto al proceso del Libro Blanco para desarrollar directrices para hacer frente a las drogas en Malta.
El salario mínimo en Malta se incrementará a 1100 euros para 2025, según las recomendaciones de la Comisión Europea del 60% del salario medio de un país. Para garantizar el derecho a un salario mínimo digno, se creará una Unidad de Salario Digno dentro de la Oficina Nacional de Estadística, responsable del cálculo periódico del salario digno. 
Los padres deberían tener derecho a 20 semanas de licencia parental totalmente remunerada, independientemente de su género, orientación sexual y de si eligen la adopción o la gestación subrogada. Al hacerlo, el partido tiene como objetivo promover la igualdad de género y combatir la discriminación por parte de los empleadores.  El partido apoya que el feminicidio sea un delito penal separado y que se incluya en el Código Penal. 
El partido quiere que se regule el trabajo sexual. Volt propone imponer penas de prisión a los operadores de burdeles ilegales y a los traficantes de personas y crear servicios de apoyo para las personas que se ven obligadas a prostituirse. También se debería permitir que las trabajadoras sexuales se registren y los burdeles sólo deberían organizarse como cooperativas para evitar el proxenetismo. Los trabajadores sexuales deben tener más de 21 años, los clientes deben tener al menos 18 años para ser elegibles para los servicios adecuados y se deben prohibir las relaciones sexuales sin protección, además de que las pruebas periódicas de ETS sean obligatorias.
Volt distingue entre tres formas de eutanasia⁣: la eutanasia pasiva, el suicidio asistido y la eutanasia activa; el partido rechaza la última y propone medidas de acompañamiento y servicios de asesoramiento.

### Transparencia y gobernanza
Volt Malta apoya la iniciativa ciudadana europea “Voters Without Borders” (Votantes sin fronteras), que exige derechos de voto a nivel local y nacional también para los ciudadanos de la UE. Si la iniciativa tiene éxito, podría darles acceso a votantes extranjeros que actualmente no pueden votar en las elecciones generales y no se identifican con el Partido Nacionalista o el Partido Laborista. 
Como parte de los esfuerzos del partido por una mayor transparencia en las finanzas del partido, el grupo lanzó una campaña, #PolitikaOnesta, que proporciona a los usuarios un desglose del gasto en publicidad del partido durante períodos que van desde un día hasta 90 días. El partido exige que todas las finanzas de un partido político se rijan exclusivamente por la ley de financiación de partidos y no por una mezcla de ley de financiación de partidos y ley corporativa.
Volt exige que los canales de televisión ONE y NET, propiedad del Partido Laborista y del Partido Nacionalista respectivamente, ya no estén regulados por el derecho de sociedades, ya que pueden utilizarse para eludir las normas de financiación de los partidos y disfrazar donaciones. El partido también critica a las emisoras por recibir apoyo financiero durante la pandemia de COVID-19, proporcionando así financiación estatal a los partidos que los respaldan con dinero de los contribuyentes, algo que no es común en Malta.
Debería introducirse un mandato fijo para el parlamento.
Un organismo no gubernamental debe realizar una auditoría y una revisión del desempeño de todo el sector público y publicar los resultados. Como seguimiento, se desarrollará un tablero digital de gastos del gobierno.

### Digitalización
El partido apoya la promoción de la infraestructura digital. La legislación debe adaptarse para permitir los hackers éticos, también conocidos como hackers de sombrero blanco, y exige que las empresas con presencia digital introduzcan programas de recompensas.

### Política económica
Para promover las pequeñas y medianas empresas (PYME) y las empresas emergentes, Volt apoya una orientación hacia el modelo neozelandés con incentivos para la reinversión de ganancias, la creación de nuevos empleos y un mayor apoyo a la infraestructura digital. Al promover una red acreditada de empresas de capital riesgo e inversores ángeles, su objetivo es aumentar la cantidad de capital riesgo y hacerlo más transparente. El objetivo es facilitar la creación y el crecimiento de las empresas. También se apoyará la creación de empresas mediante la creación de incubadoras de empresas. Es necesario modernizar el derecho cooperativo para que la economía sea más resistente a las crisis.
El turismo debe orientarse más hacia la calidad y dejar de centrarse en los visitantes de corta duración. Para ello, el partido quiere abrir América del Norte como un nuevo mercado y atraer como grupo objetivo a personas de ascendencia maltesa. Esto, junto con un pasaporte de la diáspora, tiene como objetivo atraer inversión extranjera directa a Malta.
El partido propone la promoción de la agricultura vertical, la tecnología agrícola y la industria de la robótica para diversificar la economía y el sector de investigación para un crecimiento económico sostenible. Se pretende hacer más independiente la economía de Gozo, especialmente mediante la promoción de la tecnología agrícola. Con este fin, el Partido sugiere el establecimiento de un centro emergente Agritech en Gozo.
Se deben promover los sectores económicos de alta prioridad mediante aumentos específicos de las becas. El partido también propone un programa de bonificación por completar cursos de educación financiera. 

### Protección del medio ambiente y el clima
Volt se opone a la financiación de la UE para un gasoducto para transportar gas natural licuado (GNL) a Malta y está a favor de centrarse en el hidrógeno verde y otros gases renovables. Se llevará a cabo un estudio de viabilidad para explorar el uso del hidrógeno en Malta, pero la atención general se centrará en las energías renovables.
El sector del transporte se rediseñará para reducir las emisiones. Para ello, se deben promover las zonas peatonales y hacer que los centros urbanos sean más amigables para los peatones y sin barreras. La bicicleta se apoyará mediante ciclovías estructuralmente separadas, conceptos de uso compartido de bicicletas y la ampliación de plazas de aparcamiento para bicicletas. Además, se debe promover el transporte público mediante la creación de un sistema de autobuses 24 horas al día, 7 días a la semana y ampliando los servicios de autobuses nocturnos. Un sistema de billete único pretende promover el cambio al transporte público.
Se debe promover la agricultura y la horticultura urbana y comunal para reducir las emisiones.

### Política europea
Volt lucha por un estado europeo federal en lugar de un sistema supranacional de la UE. Para ello se debe adoptar una Constitución europea. El gobierno común europeo sería entonces responsable de ámbitos como la defensa y las relaciones exteriores, los gobiernos regionales de asuntos sociales y educación.

## Elecciones
El partido disputó las elecciones generales de 2022. Thomas 'Kass' Mallia fue la primera mujer transgénero en participar en las elecciones generales de Malta y se presentó como candidato del partido en los distritos 10 y 11. A ella se unió la copresidenta del partido, Alexia DeBono, quien se postula en los Distritos 8 y 9. Por lo tanto, el partido se presentó en 4 de los 13 distritos del país con 2 candidatos  En el período previo a las elecciones, el partido pidió que Malta permitiera a los ciudadanos que viven en el extranjero votar a través de una embajada, consulado o por correo.
El 1 de marzo de 2022, el partido publicó su manifiesto electoral de 54 páginas, que hacía hincapié en la ampliación y protección de los derechos humanos legalmente consagrados, particularmente en las áreas de asuntos sociales y financieros, educación, salud, transporte y migración. Volt impugnó bajo el lema “Ivvota Aħjar. Ivvota Volt” (Vota mejor. Vota Volt). 
En vísperas de las elecciones, en el marco de la campaña #PolitikaOnesta (Política Honesta), Volt pidió a todos los candidatos que firmaran una declaración de no conceder favores a cambio de votos en las elecciones. Además de los candidatos de Volt, firmaron la declaración los candidatos del ADPD y el candidato independiente Arnold Cassola, pero sólo cinco de los dos grandes partidos, el Partido Laborista y el Partido Nacionalista.
El partido gastó 61,40 euros en marketing durante su campaña electoral. Además, DeBono y Mallia gastaron 279 € y 180 € respectivamente en sus campañas personales, lo que incluía una tasa de inscripción de 180 € por candidato.

### Cámara de los Representantes
| Elección | Líderes                    | Votos | %     | Asientos | +/– | Rango              | Estado |
| -------- | -------------------------- | ----- | ----- | -------- | --- | ------------------ | ------ |
| 2022     | Alexia De Bono Arnas Lasys | 382   | 0,13% | 0/79     | 0   | Extraparlamentario |        |